# Branko Horvat (HNV)
 Ovo je glavno značenje pojma Branko Horvat (HNV). Za druga značenja pogledajte Branko Horvat.
Branko Horvat (Tavankut, 30. listopada 1945.) je hrvatski političar iz Vojvodine, iz Subotice. Po struci je ekonomist.
Višegodišnji je djelatni član i višekratni predsjednik tavankutskog Hrvatskog kulturnog prosvjetnog društva "Matija Gubec".
Koncem zime 2007., izabran je kao treći predsjednik Nacionalnog vijeća hrvatske nacionalne manjine u Srbiji, nakon što je dulje vremena bio potpredsjednikom, zamijenivši Josipa Z. Pekanovića iz Sombora, koji je bio dao ostavku (prvi predsjednik je bio Josip Ivanović).
Predsjedatelj je Foruma hrvatskih institucija i organizacija u Vojvodini, koja okuplja desetak hrvatskih udruga.
Jedan je od osnivača Hrvatskog narodnog saveza 1998., stranke Hrvata iz Srbije, nastale na velikim dijelom i osutom članstvu Demokratskog saveza Hrvata Vojvodine.
Također, jednim je od utemeljitelja Hrvatskog akademskog društva, vojvođanske izvanstranačke udruge intelektualaca Hrvata.
Stava je bio i da "Mi smo sada prvi put u našoj povijesti nekakva "dijaspora" iako ne prihvaćamo takvo određenje jer smo autohtoni narod na tom prostoru. Naši su korijeni u Vojvodini najdublji, a nepriznavanje toga u potpunosti je promijenilo naše živote."
Po njegovim procjenama, "Teško je dati točan broj Hrvata u Vojvodini jer se izjašnjavaju i kao Hrvati, i kao Bunjevci, i kao Šokci, "Jugoslaveni", shvaćajući multietnikum kao prostor življenja. Prema najnovijim analizama naseg Foruma, u Vojvodini živi oko 200.000 Hrvata."

## Vanjske poveznice
- Dom i svijet Br. 228 - Nova politička stranka Hrvata u Vojvodini
- HNV R. Srbije  Arhivirana inačica izvorne stranice od 26. rujna 2009. (Wayback Machine) Predsjednik